# NGC 7499
NGC 7499 (другие обозначения — PGC 70608, UGC 12397, MCG 1-59-5, ZWG 406.7, NPM1G +07.0508) — линзообразная галактика (S0) в созвездии Рыбы.
Этот объект входит в число перечисленных в оригинальной редакции «Нового общего каталога».
В галактике вспыхнула сверхновая SN 1986M типа Ib. Её пиковая видимая звёздная величина составила 16,5.